# Child in Time (Ian Gillan Band)
| Recensione | Giudizio |
| ---------- | -------- |
| AllMusic   | 4/5      |

Child in Time è l'album di debutto della band jazz rock britannica Ian Gillan Band, pubblicato nel 1976. L'album prende il nome dalla canzone dei Deep Purple Child in Time, una versione della quale appare sull'LP.  L'album ha raggiunto il 36º posto nelle classifiche svedesi ed il 55º nel Regno Unito.
Questa è stata la prima uscita di Ian Gillan dopo aver lasciato i Deep Purple e coinvolge anche il suo ex collega bassista dei Deep Purple Roger Glover in qualità produttore dell'album. 

## Tracce
Lato 1
1. Lay Me Down" – 2:55 (Ian Gillan, Ray Fenwick, Mark Nauseef, John Gustafson)
2. You Make Me Feel So Good – 3:41 (Gillan, Mike Moran, Dave Wintour, Bernie Holland, Andy Steele)
3. Shame – 2:47 (Gillan, Fenwick, Nauseef, Gustafson)
4. My Baby Loves Me – 3:35 (Gillan, Fenwick, Nauseef, Roger Glover)
5. Down the Road – 3:27 (Gillan, Fenwick, Nauseef, Gustafson, Glover)

Lato 2
1. Child in Time – 7:23 (Ritchie Blackmore, Gillan, Glover, Jon Lord, Ian Paice)
2. Let It Slide – 11:41 (Gillan, Fenwick, Nauseef, Gustafson, Moran)

## Formazione
Ian Gillan Band
- Ian Gillan - voce e armonica
- Mike Moran - tastiere (Fender Rhodes, Hohner Clavinet, Hammond organ, ARP 2600, piano, ARP string ensemble)
- Ray Fenwick - chitarre, chitarra slide e voce
- John Gustafson - basso e voce
- Mark Nauseef - batteria e percussioni

Musicisti aggiuntivi
- Roger Glover - sintetizzatore (ARP 2600), kalimba e voce

## Classifiche
| Classifica (1976) | Posizione massima |
| ----------------- | ----------------- |
| Regno Unito       | 55                |
| Svezia            | 36                |